# أسرة بورغندي
البيت الملكي من مقاطعة بورغندي والذي حكم قشتالة وليون، انظر:أنسكارديس.
البيت الملكي من مملكة البرتغال وهو فرع من هذه الأسرة، انظر:أسرة بورغندي البرتغالية.
البيت الملكي الذي حكم دوقية بورغندي وهو فرع من أسرة فالوا، انظر:عائلة فالوا-بورغندي.
أسرة بورغندي (الفرنسية:maison capétienne de Bourgogne؛ البرتغالية:Casa de Borgonha)؛ هي فرع صغير من سلالة الكابيتيون بحيث ينحدرون من روبرت الأول دوق بورغندي الأبن الأصغر لـ روبرت الثاني ملك فرنسا.
حكمت الأسرة دوقية بورغندي من 1032 حتى 1361 وبعد انقراض خط الأكبر مع وفاة آخرهم فيليب الأول في 1361، الدوقية تم تمريرها إلى جان الثاني ملك فرنسا الذي ينحدر من دوقات بورغندي من جهة والدته، لاحقا تم تمريرها إلى ابنه الأصغر فيليب وتأسيس أسرة فالوا.
ومن أبرز أعضاء هذه الأسرة:-
- روبرت الأول دوق بورغندي.
- هنري كونت البرتغال.
- أودو الرابع دوق بورغندي.
- مارغريت من بورغندي؛ الزوجة الأولى لـ لويس العاشر ملك فرنسا.
- جان العرجاء؛ الزوجة الأولى لـ فيليب السادس ملك فرنسا ووالدة جان الثاني.

## الفرع البرتغالي
الفرع البرتغالي «أسرة بورغندي البرتغالية» تأسست من هنري كونت البرتغال في 1093 هو حفيد روبرت الأول، استطعت الأسرة تأسيس الملكية في البرتغال في 1139؛ انقرض الخط الأكبر الشرعي منها مع وفاة فرناندو الأول ملك البرتغال في 1383، على الرغم من استمرار هذه الأسرة حتى يومنا هذا، وذلك من خلال نسلها الغير الشرعي.

## النسب

### أسرة بورغندي
- روبرت الثاني ملك فرنسا (972–1031)
  - هيو ماغنوس (1007–1025)
  - هنري الأول ملك فرنسا (1008–1060)
    -  أسرة كابيه

  - روبرت الأول دوق بورغندي (1011–1076)
    - هيو (1034–1060)
    - هنري من بورغندي (1035–1066)
      - هيو الأول دوق بورغندي (1057–1093)
      - أودو الأول دوق بورغندي (1058–1103)
        - هيو الثاني دوق بورغندي (1084–1143)
          - أودو الثاني دوق بورغندي (1118–1162)
            -  هيو الثالث دوق بورغندي (1148–1192)
              - أودو الثالث دوق بورغندي (1166–1218)
                -  هيو الرابع دوق بورغندي (1213–1272)
                  - أودو كونت نيفير (1230–1269)
                  - جان، كونت شاروليه، لورد بوربون (1231–1268)
                  - روبرت الثاني دوق بورغندي (1248–1306)
                    - جان (1279–1283)
                    - هيو الخامس دوق بورغندي (1294–1315)
                    - أودو الرابع دوق بورغندي (1295–1349)
                      - فيليب الثاني، كونت أوفيرن (1323–1346)
                        -  فيليب الأول دوق بورغندي (1346–1361)

                      -  جان (1325–1328)

                    - لويس، ملك سالونيك (1297–1316)
                    -  روبرت، كونت تونير (1302–1334)

                  -  هيو، لورد مونترل وفيكونت أفالون (1260–1288)

              - ألكسندر، لورد مونتاغو (1170 † 1205)
                -  لوردات مونتاغو

              -  غيغيس السادس دي فيينوا (1184 † 1237)
                - غيغيس السابع دي فيينوا(1225–1270)
                  - جان الأول، دوفين فيينوا (1264–1282)
                  -  أندرو (1267-بعد.1270)

                -  جان (1227–1239)

          - غوثير، رئيس أساقفة بيزنسون (1120–1180)
          - هيو، لورد نيفيلي (1121–1171)
            -  غيوم

          - روبرت، أسقف أوتون (1122–1140)
          - هنري، لورد فلافيني، وأسقف أوتون (1124–1170)
          -  ريموند، لورد غيرينون ومونبينسير (1125–1156)
            -  هوغوس (1147–1156)

        -  هنري (1087–1131)

      - روبرت، أسقف لانغريس (1059–1111)
      - رينو، رئيس دير سان بيير دي فلافيني (1065–1092)
      -  هنري كونت البرتغال (1066–1112)
        -  أسرة بورغندي البرتغالية

    - روبرت (1040–1113)
    -  سيمون (1044–1088)

  -  أودو (1013–ح.1056)

### فرع مونتاغو
- ألكسندر، لورد مونتاغو (1170 † 1205)
  - أودو الأول، لورد مونتاغو (1196–1245)
    - ألكسندر الثاني، لورد بوسي (1221–1249)
    - غيوم الأول، لورد مونتاغو (1222–1300)
      - ألكسندر الثالث، لورد سومبرنون (1250–1296)
        - إيتان الأول، لورد سومبرنون (1273–1315)
          - إيتان الثاني، لورد سومبرنون (1296–1339)
            - غيوم الثاني، لورد سومبرنون (1320–1350)
              - جان، لورد سومبرنون (1341–1410)
                -  كاثرين، ليدى سومبرنون ومالاين (1365-بعد. 1431)

              -  بيير، لورد مالاين (1343–1419)

            - بيير الأول، لود مالاين (1322-)
              -  إيتان، كاهن (1345–1367)

            -  هوغوس، راهب (1324-بعد. 1359)

          -  فيليبرت الأول، لورد كوتشز (1300-بعد. 1362)
            -  هيو، لورد كوتشز (1325-)
              - جان (1346–1382)
              - فيليبرت الثاني، لورد كوتشز (1348–1406)
                - جان الثاني، لورد كوتشز (1380-بعد. 1435)
                  -  كلود، لورد كوتشز (1404–1471)

                -  أودوت (−1406)

              - هوغوس (1351-بعد. 1380)
              -  ألكسندر، رئيس دير فلافيني (−1417)

        - غيوم (1276-بعد. 1313)
        -  أودو، لورد ماريني-لو-كاويت (1290–1349)
          - جيرارد، لورد مونتويلوت (1332-بعد. 1367)
            - جان، لورد مونتويلوت (1363-بعد. 1410)
            -  أودوت (1365–1400)

          -  غيوم، لورد ماريني (1335-بعد. 1380)

      -  أودارد، لورد مونتاغو (1264-بعد. 1333)
        - هنري، لورد مونتاغو (1306–1349)
        -  أودارد، راهب في ريمس (1312–1340)

    - فيليبي، لورد شاني (1227-بعد. 1277)
    - غاشير، لورد جامليس (1230-بعد. 1255)
    -  أودو، لورد كورتمبليس(1231-بعد. 1255)

  - ألكسندر، أسقف شالون-سور-سوان (1201–1261)
  -  جيرارد، لورد غيري (1203-بعد.1222)

### فرع البرتغالي
- هنري كونت البرتغال
  -  أفونسو الأول ملك البرتغال (1111/06-1185)
    - هنريك (1147-1153)
    - سانشو الأول ملك البرتغال (1154-1211)
      - ألفونسو الثاني ملك البرتغال (1186-1223)
        - سانشو الثاني ملك البرتغال (1207-1248)
        - أفونسو الثالث ملك البرتغال، كونت بولوني (1210-1279)
          - فرناندو (1260-1262)
          - دينيس ملك البرتغال (1261-1325)
            -  أفونسو الرابع ملك البرتغال (1291-1357)
              - أفونسو (1315–1317)
              - دينيس (1317)
              - بيدرو الأول ملك البرتغال (1320-1367)
                - لويس (1344)
                - فرناندو الأول ملك البرتغال (1345-1383)
                  -  أفونسو (1382)

                - أفونسو (1350)
                - جواو، دوق بالنثيا دي كامبوس (1352-ح.1396)
                - دينيس، لورد سيفوينتيس (1353-ح.1403)
                -  جواو الأول ملك البرتغال (1357-1433)
                  -  أسرة أفيس الحاكمة

              -  جواو (1326-1327)

          - أفونسو، لورد بورتاليغري (1263-1312)
            -  أفونسو، لورد ليريا (ح.1288-ح.1300)

          -  فيسنتي (1268-1271)

        - فرناندو، لورد سيريا (1218–1246)
        -  فيسنتي (1219)

      - ريموند (1188/87-89/1188)
      - بيدرو كونت أورغل (1187-1258)
      -  فرناندو كونت فلاندرز (1188-1223)

    -  جواو (1156-1164)